# Адлер, Александра
Александра Адлер (нем. Alexandra Adler; 24 сентября 1901 — 4 января 2001) — австрийский и американский психиатр, невролог и специалист по психическим расстройствам и мозговым травмам. Называется одним из ведущих специалистов адлеровской школы психологии.

## Биография
Родители — Раиса Адлер, австрийская феминистка, и Альфред Адлер, психиатр. В семье росли также брат Курт (психиатр) и сёстры Валентина (деятельница троцкизма) и Корнелия. Александра окончила в 1926 году медицинский факультет Венского университета. С ростом нацизма в 1935 году эмигрировала в США и до конца жизни работала в Нью-Йоркском университете. Специализировалась на проблемах алкоголизма, поведении несовершеннолетних, посттравматических синдромах и шизофрении.
В 1937 году совместно с Трэйси Патнэм Адлер провела ряд исследований в области склероза, и совершённые открытия и выводы стали позднее использоваться во всех учебниках по психологии. Также Александра Адлер стала известна благодаря своим исследованиям посстравматического стрессового расстройства: на основе данных по пережившим пожар в бостонском ночном клубе 1942 года ей удалось создать методику, которую позднее применяли для лечения постравматического расстройства у ветеранов Второй мировой и Вьетнамской войн.